# Палмер, Генри Робинсон

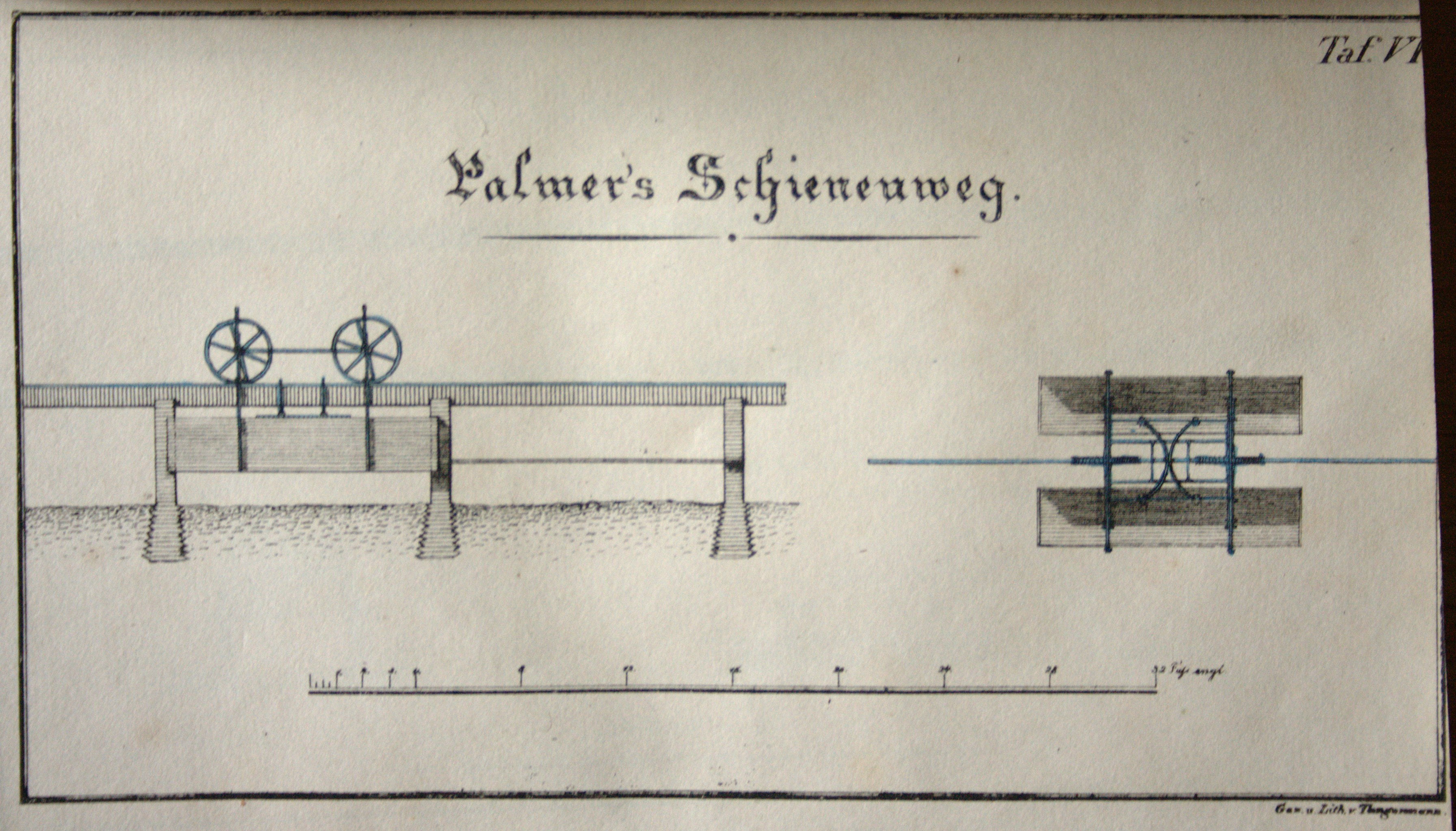
Чертеж монорельса Палмера

 Пальмер, Генри Робинзон  (1795—1844) — британский инженер, который спроектировал вторую в мире монорельсовую и первую надземную железную дорогу.
Палмер сделал патентную заявку на надземную железную дорогу в 1821 году, её строительство было осуществлено несколько позже «Дороги на столбах» русского изобретателя Ивана Эльманова, о чём Палмер не знал.
Также считается, что Палмером в 1820-х годах был изобретён профилированный лист.